# Vulcan (raketa)
Vulcan (ve spojení s horním stupněm Centaur označovaná i jako Vulcan Centaur) je nosná raketa vyvíjená  od roku 2014 americkou společností United Launch Alliance ve spolupráci s vládou Spojených států amerických jako náhrada za dosluhující stroje Atlas V a Delta IV. První start byl původně očekáván v roce 2019. 
Po téměř pětileté serii odkladů nakonec došlo k prvnímu startu 8. ledna 2024 v 8:18 SEČ na Cape Canaveral Space Force Station. Nákladem rakety při tomto letu byl lunární modul Peregrine společnosti Astrobotic Technology.. Ještě v roce 2024 se měl uskutečnit let,s raketoplánem Dream Chaser během dubna, byl však odložen na konec roku 2025 a podruhé startoval jen s demonstrátorem připojeným natrvalo k druhému stupni Centaur, během letu však došlo k anomálii (odpadla tryska na pomocném motoru) ale přežila ji.

## Vývoj
Raketa v únoru a březnu 2023 podstoupila první sestavení v montážní hale, kdy byla spojena s horním stupněm Centaur V. V březnu téhož roku proběhlo na rampě SLC-41 první zkušební plnění pohonnými látkami.

## Varianty a parametry
Raketa Vulcan je navržena jako škálovatelná s různým množstvím pomocných startovacích motorů na tuhé pohonné hmoty. Dle požadované nosnosti rakety může být základní verze rakety osazena 0, 2, 4 či 6 těmito motory.
| Verze              | SRB | Hmotnost nákladu na dráhu... | Hmotnost nákladu na dráhu... | Hmotnost nákladu na dráhu... | Hmotnost nákladu na dráhu... | Hmotnost nákladu na dráhu... | Hmotnost nákladu na dráhu... | Hmotnost nákladu na dráhu... |
| Verze              | SRB | LEO                          | ISS                          | Polární                      | MEO                          | GEO                          | GTO                          | TLI                          |
| ------------------ | --- | ---------------------------- | ---------------------------- | ---------------------------- | ---------------------------- | ---------------------------- | ---------------------------- | ---------------------------- |
| Vulcan Centaur VC0 | 0   | 10 800 kg                    | 9200 kg                      | 8500 kg                      | n/a                          | n/a                          | 3500 kg                      | 2300 kg                      |
| Vulcan Centaur VC2 | 2   | 19 000 kg                    | 16 300 kg                    | 15 200 kg                    | 3900 kg                      | 2600 kg                      | 8400 kg                      | 6300 kg                      |
| Vulcan Centaur VC4 | 4   | 24 600 kg                    | 21 600 kg                    | 20 000 kg                    | 6200 kg                      | 4900 kg                      | 11 700 kg                    | 9200 kg                      |
| Vulcan Centaur VC6 | 6   | 27 200 kg                    | 25 800 kg                    | 23 900 kg                    | 8100 kg                      | 6500 kg                      | 14 500 kg                    | 11 500 kg                    |